# Östliche Marzellspitze
De Östliche Marzellspitze (Italiaans: Punta di Marzèl Est) is een 3550 meter (volgens andere bronnen 3555 meter) hoge berg in de Ötztaler Alpen op de grens tussen het Oostenrijkse Tirol en het Italiaanse Zuid-Tirol.
De berg is de hoogste van de drie Marzellspitzen in de Ötztaler Alpen. De berg ligt hemelsbreed ongeveer tien kilometer ten zuiden van Vent, een paar honderd meter ten zuidwesten van de Hintere Schwärze, midden in een gletsjergebied, met de Marzellferner in het noordwesten en de Schalfferner in het noordoosten. Ten zuidwesten van de Östliche Marzellspitze ligt, ook op de Oostenrijks-Italiaanse grens, de Mittlere Marzellspitze (3532 meter). In het zuidoosten is het Pfossental gelegen.
De berg werd in 1872 voor het eerst beklommen door de berggids Hans Pinggera uit Sulden, samen met de toerist V. Hecht. Vanuit het noorden is de berg enkel te beklimmen als alpiene gletsjertocht, waarbij een uitgebreide klimuitrusting noodzakelijk is. Als steunpunt voor beklimming via de noordoostelijke graat dient de op 2501 meter hoogte gelegen Martin-Busch-Hütte. Vanaf daar loopt de route in zuidoostelijke richting over de Marzellferner richting de Hintere Schwärze naar het Östliches Marzelljoch ten zuidwesten van laatstgenoemde berg. Vanaf hier gaat de tocht over de graat tot aan de top van de Östliche Marzellspitze. De gehele tocht vanaf de Martin-Busch-Hütte neemt volgens de literatuur ongeveer vier uur in beslag.